# Плянта (Кобринский район)
Пля́нта (бел. Плянта) — деревня в Кобринском районе Брестской области Белоруссии. Входит в состав Остромичского сельсовета.
По данным на 1 января 2016 года население составило 220 человек в 86 домохозяйствах.
В деревне расположены клуб и магазин.

## География
Деревня расположена в 20 км к северо-востоку от города и станции Кобрин и в 64 км к востоку от Бреста, на автодороге Р2 Кобрин-Ивацевичи и у шоссе М1 Брест-Минск.
На 2012 год площадь населённого пункта составила 2,11 км² (211 га).

## История
Населённый пункт известен с 1890 года. В разное время население составляло:
- 1999 год: 117 хозяйств, 347 человек
- 2009 год: 219 человек
- 2016 год[2]: 86 хозяйств, 220 человек
- 2019 год[1]: 113 человек

## Достопримечательность

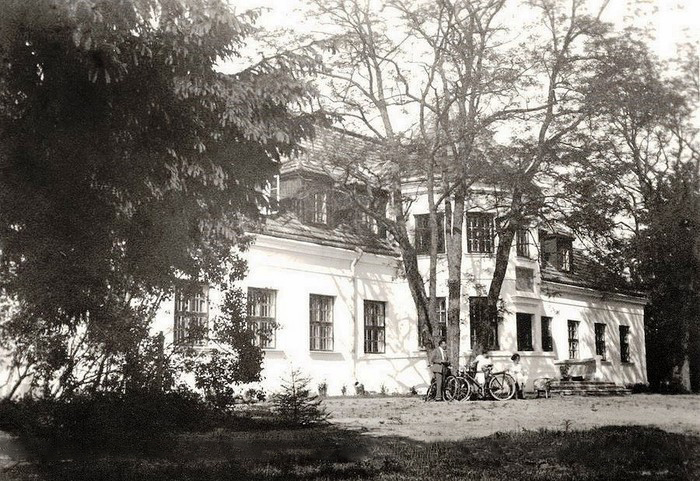
Усадьба Петрашевских на старых фотоснимках

- Усадьба Петрашевских на старых фотоснимкахУсадьба Петрашевских